# Fuori di testa (film 1982)
Fuori di testa (Fast Times at Ridgemont High) è un film commedia del 1982 diretto da Amy Heckerling (nel suo debutto cinematografico come regista) e scritto da Cameron Crowe. La pellicola, tratta dall'omonimo libro di Cameron, narra della vita di alcuni alunni durante il loro anno scolastico.
Oltre a Sean Penn, il film segna le prime apparizioni di molte future star tra cui Nicolas Cage (che è accreditato con il suo vero nome, Nicolas Coppola), Phoebe Cates, Forest Whitaker, Eric Stoltz e Anthony Edwards. Tra gli attori elencati, Sean Penn, Nicolas Cage e Forest Whitaker vinceranno più tardi nella loro carriera l'Oscar come miglior attore protagonista (Sean Penn per due volte).

## Trama
Brad Hamilton è un ragazzo in procinto di iniziare il suo ultimo anno di scuola e che ha quasi finito di pagare la sua Buick LeSabre del 1960. Ha un lavoro part time in un negozio di hamburger insieme alla sua ragazza, Lisa, con cui è fidanzato da due anni. Nonostante ciò, Brad è desideroso di porre fine alla sua relazione con Lisa, così da potersi godere pienamente il suo ultimo anno. Tuttavia, Brad viene licenziato dopo aver perso le staffe con un cliente e viene anche lasciato dalla sua ragazza che, come Brad in precedenza, vuole godersi pienamente il suo ultimo anno. Brad trova poi un altro lavoro, che però lascerà a breve a causa di un'uniforme ridicola da pirata che era costretto a indossare. Ottiene infine un nuovo lavoro come commesso in un negozio, dove riesce a fermare con successo una tentata rapina.
Stacy Hamilton, la sorella di Brad, è una ragazzina di 15 anni. Inizialmente è una ragazza insicura di sé, preoccupata per non avere esperienza sessuale e per le sue difficoltà nell'approcciare i ragazzi. Mentre lavora come cameriera nel ristorante di un centro commerciale, incontra un ragazzo di 26 anni, e, dopo aver mentito sulla sua età dicendo di avere 19 anni, viene invitata da quest'ultimo a uscire. La ragazza ha così il suo primo rapporto sessuale e, anche se il giorno dopo il ragazzo le manda un mazzo di rose, i due smettono di sentirsi. Rivela la perdita della sua verginità alla sua migliore amica Linda, una ragazza popolare (con buona esperienza sessuale) che, alla domanda se facesse sempre così male, la rassicura dicendo che dopo le prime volte il dolore diminuisce.
Mike Damone è un bagarino convinto di essere un grande donnaiolo. Aiuta così il suo amico più giovane, Mark Ratner, a conquistare le ragazze. Mike convince Mark a chiedere a Stacy di uscire fuori e cena in un ristorante di lusso. Stacy accetta l'invito, ma l'appuntamento si rivela un fiasco totale. Più tardi, Damone va a casa di Stacy per una nuotata in piscina, e i due finiscono per avere un rapporto sessuale. Quando Stacy rivela poi a Damone di essere incinta, lui accetta di pagare metà del costo dell'aborto e di accompagnarla alla clinica. Nonostante la promessa, lui la ignora, rifiutandosi di rispondere alle sue chiamate. Disperata, Stacy mente a suo fratello Brad chiedendogli di accompagnarla per andare a giocare a bowling, ma dopo che quest'ultimo vede la sorella attraversare la strada, si insospettisce. Così, dopo aver visto che la sorella era diretta alla clinica per abortire, la aspetta fuori dall'edificio, e le promette di non dire nulla ai loro genitori. La notizia di Damone e Stacy arriva poi fino a scuola, portando così Mark e Damone a un duro confronto nello spogliatoio dei ragazzi.
Jeff Spicoli è un surfista nonché abituale consumatore di marijuana spesso in contrasto con il suo rigoroso professore di storia, Mr Hand, il quale non sopporta l'immaturità del ragazzo. Alla fine, la sera del ballo di fine anno, Mr Hand si presenta a casa di Spicoli e lo informa di aver perso a causa sua ben otto ore del suo tempo, e che intende recuperarle tutte in quella notte. Così Jeff inizia una lunga lezione di storia, terminata quando Mr Hand vede che il ragazzo ha capito la lezione. Spicoli ha anche distrutto a causa di un incidente la Chevrolet Camaro del 1979 del giocatore di Football americano Charles Jefferson, nel corso di una piacevole uscita insieme al fratello minore di Jefferson. Spicoli decide poi di parcheggiare l'auto davanti alla scuola facendo credere, attraverso delle scritte sulla macchina, che i colpevoli fossero stati i giocatori della squadra rivale di Football.
Alla fine si scoprono, nei sottotitoli, alcuni dei destini dei personaggi: Marco e Stacy avranno una grande storia d'amore, Brad otterrà la promozione, Spicoli salverà Brooke Shields dall'annegamento e spenderà tutti i soldi della ricompensa per far suonare i Van Halen al suo compleanno, Linda verrà accettata alla UC Riverside e andrà a convivere con il suo professore di psicologia, Damone verrà arrestato per aver cercato di rivendere a un prezzo maggiore un blocco di biglietti per il concerto di Ozzy Osbourne, e Mr Hand continuerà a credere che sono tutti drogati.

## Colonna sonora
La colonna sonora di Fuori di testa contiene numerosi successi rock e pop dei primi anni ottanta:
1. Somebody's Baby – 4:05 – Jackson Browne
2. Waffle Stomp – 3:40 – Joe Walsh
3. Love Rules – 4:05 – Don Henley
4. Uptown Boys – 2:45 – Louise Goffin
5. So Much in Love – 2:25 – Timothy B. Schmit
6. Raised on the Radio – 3:43 – Ravyns
7. The Look in Your Eyes – 4:00 – Gerard McMahon
8. We Got the Beat – 2:11 – Go-Go's
9. Don't Be Lonely – 3:18 – Quarterflash
10. Never Surrender – 4:15 – Don Felder
11. Fast Times (The Best Years of Our Lives) – 3:41 – Billy Squier
12. Fast Times at Ridgemont High – 3:36 – Sammy Hagar
13. I Don't Know (Spicoli's Theme) – 3:00 – Jimmy Buffett
14. Love Is the Reason – 3:31 – Graham Nash
15. I'll Leave It Up to You – 2:55 – Poco
16. Highway Runner – 3:18 – Donna Summer
17. Sleeping Angel – 3:55 – Stevie Nicks
18. She's My Baby (And She's Outta Control) – 2:53 – Jost Palmer
19. Goodbye, Goodbye – 4:34 – Oingo Boingo

## Distribuzione

### Edizione italiana
Il film non fu distribuito nei cinema italiani, venendo pubblicato direttamente in VHS dalla CIC Video nel novembre 1989. Il doppiaggio fu eseguito dalla C.D.C.

## Citazioni e riferimenti
Nel corso della pellicola vengono nominate numerose star e sex symbol degli anni ottanta, tra cui l'attore Richard Gere, la cantante Pat Benatar, i Van Halen, Ozzy Osbourne, il chitarrista Rick Nielsen, e l'attrice Bo Derek.
Nella serie I Griffin ci sono vari riferimenti al film come nella puntata della terza stagione dove Tom Tucker imita la scena dove Brad immagina Linda che esce dalla piscina in modo sensuale.
Nel videoclip della canzone Stacy's Mom è presente un riferimento al film nella scena in cui il ragazzo si masturba al bagno venendo poi scoperto.

## Riconoscimenti
Nel 2000 l'American Film Institute l'ha inserito all'87º posto della classifica delle cento migliori commedie americane di tutti i tempi.
Nel 2005 è stato scelto per la conservazione nel National Film Registry della Biblioteca del Congresso degli Stati Uniti.

## Serie TV
Nel 1986 andò in onda una sitcom, dal titolo Fast Times, ispirata al film. Solo due attori del cast originale parteciparono al progetto. La serie fu bocciata da pubblico e critica, e venne presto cancellata.